# I'm Used to It
I'm Used to It è un singolo del rapper canadese Powfu pubblicato il 17 aprile 2020.

## Tracce
1. I'm Used to It – 2:56